# Triatlón en los Juegos Olímpicos
El triatlón en los Juegos Olímpicos se realiza desde la edición de Sídney 2000. Son realizadas competiciones en dos pruebas: masculina y femenina.
Tras el Campeonato Mundial, es la máxima competición internacional de triatlón. Es organizado por el Comité Olímpico Internacional (COI), junto con la Unión Internacional de Triatlón (ITU).

## Competición
El triatlón olímpico consta de tres disciplinas deportivas que se realizan una después de la otra: natación en aguas abiertas, ciclismo en ruta y carrera a pie; entre cada prueba los triatletas tienen que visitar un pequeño rectángulo o box individual en donde se pueden cambiar de vestimenta y coger o dejar su bicicleta. Las distancias que se tienen que recorrer son las siguientes (distancias conocidas como olímpicas):
| Disciplina | Natación | Ciclismo | Carrera a pie |
| ---------- | -------- | -------- | ------------- |
| Distancia  | 1,5 km   | 40 km    | 10 km         |

## Historia
En Sídney 2000 se disputó la primera prueba olímpica de triatlón, en las distancias de 1,5 km de natación, 40 km de bicicleta y 10 km de carrera, que desde entonces se consideran como «olímpicas» o «estándar».
En Tokio 2020 se introdujo la prueba de relevo mixto, que es disputada por cuatro triatletas en formato de relevo (dos mujeres y dos hombres intercalados uno a uno), en una distancia esprint: 300 m de natación, 6,8 km de bicicleta y 2 km de carrera para cada integrante del relevo.

## Ediciones
| Núm. | Año  | Sede                     | Instalación                            |
| ---- | ---- | ------------------------ | -------------------------------------- |
| I    | 2000 | Sídney ( Australia)      | Ópera de Sídney y Real Jardín Botánico |
| II   | 2004 | Vuliagmeni ( Grecia)     | Centro Olímpico Vuliagmeni             |
| III  | 2008 | Shisanling ( China)      | Tumbas de la Dinastía Ming             |
| IV   | 2012 | Londres ( Reino Unido)   | Hyde Park                              |
| V    | 2016 | Río de Janeiro ( Brasil) | Fuerte de Copacabana                   |
| VI   | 2020 | Tokio ( Japón)           | Parque Marítimo de Odaiba              |
| VII  | 2024 | París ( Francia)         | Circuito sobre el río Sena             |

## Palmarés

### Masculino
| Núm. | Año  | Sede                       | Oro                             | Plata                           | Bronce                          |
| ---- | ---- | -------------------------- | ------------------------------- | ------------------------------- | ------------------------------- |
| I    | 2000 | Sídney ( Australia)        | Simon Whitfield · Canadá        | Stephan Vuckovic · Alemania     | Jan Řehula · República Checa    |
| II   | 2004 | Atenas · ( Grecia)         | Hamish Carter · Nueva Zelanda   | Bevan Docherty · Nueva Zelanda  | Sven Riederer · Suiza           |
| III  | 2008 | Pekín ( China)             | Jan Frodeno · Alemania          | Simon Whitfield · Canadá        | Bevan Docherty · Nueva Zelanda  |
| IV   | 2012 | Londres ( Reino Unido)     | Alistair Brownlee · Reino Unido | Javier Gómez Noya · España      | Jonathan Brownlee · Reino Unido |
| V    | 2016 | Río de Janeiro · ( Brasil) | Alistair Brownlee · Reino Unido | Jonathan Brownlee · Reino Unido | Henri Schoeman · Sudáfrica      |
| VI   | 2020 | Tokio ( Japón)             | Kristian Blummenfelt · Noruega  | Alex Yee · Reino Unido          | Hayden Wilde · Nueva Zelanda    |
| VII  | 2024 | París ( Francia)           | Alex Yee · Reino Unido          | Hayden Wilde · Nueva Zelanda    | Léo Bergère · Francia           |

### Femenino
| Núm. | Año  | Sede                       | Oro                             | Plata                              | Bronce                          |
| ---- | ---- | -------------------------- | ------------------------------- | ---------------------------------- | ------------------------------- |
| I    | 2000 | Sídney ( Australia)        | Brigitte McMahon · Suiza        | Michellie Jones · Australia        | Magali Messmer · Suiza          |
| II   | 2004 | Atenas · ( Grecia)         | Katherine Allen · Austria       | Loretta Harrop · Australia         | Susan Williams · Estados Unidos |
| III  | 2008 | Pekín ( China)             | Emma Snowsill · Australia       | Vanessa Fernandes · Portugal       | Emma Moffatt · Australia        |
| IV   | 2012 | Londres ( Reino Unido)     | Nicola Spirig · Suiza           | Lisa Nordén · Suecia               | Erin Densham · Australia        |
| V    | 2016 | Río de Janeiro · ( Brasil) | Gwen Jorgensen · Estados Unidos | Nicola Spirig · Suiza              | Victoria Holland · Reino Unido  |
| VI   | 2020 | Tokio ( Japón)             | Flora Duffy · Bermudas          | Georgia Taylor-Brown · Reino Unido | Katie Zaferes · Estados Unidos  |
| VII  | 2024 | París ( Francia)           | Cassandre Beaugrand · Francia   | Julie Derron · Suiza               | Elizabeth Potter · Reino Unido  |

### Relevo mixto
| Núm.  | Año          | Sede             | Oro                                                                                   | Plata                                                                           | Bronce                                                                              |
| ----- | ------------ | ---------------- | ------------------------------------------------------------------------------------- | ------------------------------------------------------------------------------- | ----------------------------------------------------------------------------------- |
| I–VII | No realizado | No realizado     | No realizado                                                                          | No realizado                                                                    | No realizado                                                                        |
| VI    | 2020         | Tokio ( Japón)   | Jessica Learmonth · Jonathan Brownlee · Georgia Taylor-Brown · Alex Yee · Reino Unido | Katie Zaferes · Kevin McDowell · Taylor Knibb · Morgan Pearson · Estados Unidos | Léonie Périault · Dorian Coninx · Cassandre Beaugrand · Vincent Luis · Francia      |
| VII   | 2024         | París ( Francia) | Tim Hellwig · Lisa Tertsch · Lasse Lührs · Laura Lindemann · Alemania                 | Seth Rider · Taylor Spivey · Morgan Pearson · Taylor Knibb · Estados Unidos     | Alex Yee · Georgia Taylor-Brown · Samuel Dickinson · Elizabeth Potter · Reino Unido |

## Medallero histórico
- Actualizado a París 2024.

| Núm. | País            | Oro | Plata | Bronce | Total |
| ---- | --------------- | --- | ----- | ------ | ----- |
| 1    | Reino Unido     | 4   | 3     | 4      | 11    |
| 2    | Suiza           | 2   | 2     | 2      | 6     |
| 3    | Alemania        | 2   | 1     | 0      | 3     |
| 4    | Australia       | 1   | 2     | 2      | 5     |
| 4    | Estados Unidos  | 1   | 2     | 2      | 5     |
| 4    | Nueva Zelanda   | 1   | 2     | 2      | 5     |
| 7    | Canadá          | 1   | 1     | 0      | 2     |
| 8    | Francia         | 1   | 0     | 2      | 3     |
| 9    | Austria         | 1   | 0     | 0      | 1     |
| 9    | Bermudas        | 1   | 0     | 0      | 1     |
| 9    | Noruega         | 1   | 0     | 0      | 1     |
| 12   | España          | 0   | 1     | 0      | 1     |
| 12   | Portugal        | 0   | 1     | 0      | 1     |
| 12   | Suecia          | 0   | 1     | 0      | 1     |
| 15   | República Checa | 0   | 0     | 1      | 1     |
| 15   | Sudáfrica       | 0   | 0     | 1      | 1     |
|      | TOTAL           | 16  | 16    | 16     | 48    |

## Triatletas con más de una medalla
- Actualizado hasta París 2024.

| Núm. | Triatleta            | País           | Años      | Oro | Plata | Bronce | Total |
| ---- | -------------------- | -------------- | --------- | --- | ----- | ------ | ----- |
| 1    | Alex Yee             | Reino Unido    | 2020–2024 | 2   | 1     | 1      | 4     |
| 2    | Alistair Brownlee    | Reino Unido    | 2012–2016 | 2   | 0     | 0      | 2     |
| 3    | Jonathan Brownlee    | Reino Unido    | 2012–2020 | 1   | 1     | 1      | 3     |
| 4    | Georgia Taylor-Brown | Reino Unido    | 2020–2024 | 1   | 1     | 1      | 3     |
| 5    | Simon Whitfield      | Canadá         | 2000–2004 | 1   | 1     | 0      | 2     |
| 5    | Nicola Spirig        | Suiza          | 2012–2016 | 1   | 1     | 0      | 2     |
| 7    | Bevan Docherty       | Nueva Zelanda  | 2004–2008 | 0   | 1     | 1      | 2     |
| 7    | Katie Zaferes        | Estados Unidos | 2020      | 0   | 1     | 1      | 2     |